# 浦畑達彦
浦畑 達彦（うらはた たつひこ、1963年 - ）は、日本の脚本家。元マッドハウス所属。
アニメーションの脚本を数多く手がける。日本脚本家連盟会員。

## 参加作品

### テレビアニメ
1989年
- YAWARA!（1989年 - 1991年、演出・設定）

1994年
- D・N・A² 〜何処かで失くしたあいつのアイツ〜（シリーズ構成・脚本）

1995年
- あずきちゃん（脚本〈若木ちえと共同〉）

1998年
- Bビーダマン爆外伝（シリーズ構成）※但し脚本には参加していない。
- カードキャプターさくら（構成）
- MASTERキートン（シリーズ構成・脚本）

1999年
- Bビーダマン爆外伝V（シリーズ構成）
- Petshop of Horrors（脚本）

2000年
- 陽だまりの樹（シリーズ構成）
- はじめの一歩（2000年 - 2002年、シリーズ構成・脚本）

2001年
- 爆転シュート ベイブレード（シリーズ構成・脚本）

2002年
- ちょびっツ（文芸）
- ドラゴンドライブ（文芸設定）
- 花田少年史（2002年 - 2003年、文芸）

2004年
- MONSTER（2004年 - 2005年、シリーズ構成・脚本）

2005年
- UG☆アルティメットガール（脚本）
- いちご100%（シリーズ構成・脚本）
- おくさまは女子高生（脚本）
- 闘牌伝説アカギ 〜闇に舞い降りた天才〜（2005年 - 2006年、脚本）

2006年
- NANA（脚本）
- ARIA The NATURAL（脚本）
- Strawberry Panic（シリーズ構成・脚本）
- 太陽の黙示録（脚本）
- あさっての方向。（脚本）
- D.Gray-man（2006年 - 2008年、脚本）

2007年
- 風のスティグマ（脚本）

2008年
- ARIA The ORIGINATION（脚本）
- GUNSLINGER GIRL -IL TEATRINO-（シリーズ構成協力・脚本）
- ストライクウィッチーズ（脚本）
- ライブオン CARDLIVER 翔（2008年 - 2009年、シリーズ構成・脚本）

2009年
- 黒神 The Animation（脚本）
- 咲-Saki-（シリーズ構成・脚本）
- まほろまてぃっく特別編 ただいま◆おかえり（脚本）

2010年
- SDガンダム三国伝 Brave Battle Warriors（2010年 - 2011年、シリーズ構成・脚本）
- ストライクウィッチーズ2（脚本）

2011年
- カードファイト!! ヴァンガード（2011年 - 2012年、シリーズ構成・脚本）
- Aチャンネル（シリーズ構成・脚本）
- 花咲くいろは（脚本）
- ダンタリアンの書架（脚本）
- 境界線上のホライゾン（シリーズ構成・脚本）
- 僕は友達が少ない（シリーズ構成・脚本）
- ましろ色シンフォニー（脚本）
- たまゆら〜hitotose〜（脚本）

2012年
- 夏色キセキ（シリーズ構成・脚本）
- カードファイト!! ヴァンガード アジアサーキット編（2012年 - 2013年、シリーズ構成・脚本）
- 咲-Saki-阿知賀編 episode of side-A（シリーズ構成・脚本）
- しろくまカフェ（脚本）
- 境界線上のホライゾンII（シリーズ構成・脚本）

2013年
- 俺の彼女と幼なじみが修羅場すぎる（シリーズ構成・脚本）
- 僕は友達が少ないNEXT（シリーズ構成・脚本）
- カードファイト!! ヴァンガード リンクジョーカー編（2013年 - 2014年、シリーズ構成・脚本）
- 断裁分離のクライムエッジ（シリーズ構成・脚本）
- きんいろモザイク（脚本）

2014年
- 咲-Saki- 全国編（シリーズ構成・脚本）
- バディ・コンプレックス（脚本）
- カードファイト!! ヴァンガード レギオンメイト編（シリーズ構成・脚本）
- ブラック・ブレット（シリーズ構成・脚本）
- エスカ&ロジーのアトリエ 〜黄昏の空の錬金術士〜（シリーズ構成・脚本）

2015年
- SHIROBAKO（脚本）
- ハロー!!きんいろモザイク（脚本）
- 放課後のプレアデス（脚本）
- GATE 自衛隊 彼の地にて、斯く戦えり（シリーズ構成・脚本）
- 六花の勇者（シリーズ構成・脚本）

2016年
- だがしかし（脚本）
- DAYS（脚本）
- ブレイブウィッチーズ（脚本）

2017年
- ひなこのーと（シリーズ構成・脚本）
- 徒然チルドレン（シリーズ構成・脚本）
- ラーメン大好き小泉さん（シナリオ）

2018年
- ヴァイオレット・エヴァーガーデン（脚本）
- バキ（シリーズ構成・脚本）
- ハイスコアガール（シリーズ構成・脚本）

2019年
- Re:ステージ! ドリームデイズ♪（シリーズ構成、team yoree.〈冨田頼子、加茂靖子と共同〉名義・脚本）
- Z/X Code reunion（シリーズ構成・脚本）
- ハイスコアガールII（シリーズ構成・脚本）

2020年
- 新サクラ大戦 the Animation（シリーズ構成〈小野学と共同〉、脚本）
- 第501統合戦闘航空団 ストライクウィッチーズ ROAD to BERLIN（チーフライター、脚本）

2021年
- マブラヴ オルタネイティヴ（シリーズ構成・脚本）

2022年
- CUE!（シリーズ構成・脚本）

2024年
- 狼と香辛料 MERCHANT MEETS THE WISE WOLF（シリーズ構成・脚本）
- やり直し令嬢は竜帝陛下を攻略中（脚本）

2026年
- 転生したらドラゴンの卵だった（シリーズ構成）

### 劇場アニメ
1987年
- ほえろブンブン（助監督）

1992年
- YAWARA! それゆけ腰ぬけキッズ!!（設定）

1993年
- お星さまのレール（脚本）

1995年
- アンネの日記（制作管理）

1996年
- X -エックス-（制作管理）

2012年
- ストライクウィッチーズ 劇場版（脚本）

### OVA
1987年
- X電車でいこう（助監督）
- JUNK BOY（脚本）

1989年
- 銀河英雄伝説（演出助手）
- うる星やつら ハートをつかめ（脚本）

1990年
- BE-BOP-HIGHSCHOOL（-1998年、脚本）

1991年
- うる星やつら 霊魂とデート（脚本）

1992年
- 東京BABYLON（脚本）
- 絶愛-1989-（脚本）

1993年
- 代紋TAKE2（脚本）
- お洒落小僧は花マルッ（設定制作）
- SINGLES（設定制作）
- POPS（設定制作）
- お江戸はねむれない!（設定）
- キッスは瞳にして（脚本・設定制作）
- 人魚の傷（脚本）
- A-Girl（設定制作）

1994年
- 幽幻怪社（脚本）
- 真・孔雀王（脚本）
- BRONZE KOJI NANJO cathexis（構成）
- 魔物ハンター妖子5 光陰覇王の乱（脚本）

1995年
- D・N・A² 〜何処かで失くしたあいつのアイツ〜（OVA版、全話脚本）
- 魔物ハンター妖子2（脚本）

1997年
- サイコダイバー 魔性菩薩（脚本）
- ヴァンパイアハンター The Animated Series（脚本）

1998年
- 支配者の黄昏 TWILIGHT OF THE DARK MASTER（脚本）
- 火聖旅団 ダナサイト999.9（脚本）

2003年
- 羊のうた（プロダクションマネージャー）
- はじめの一歩 間柴vs木村 死刑執行（構成）

2007年
- MURDER PRINCESS（シリーズ構成・脚本）

2012年
- Aチャンネル+smile（脚本）
- 僕は友達が少ない あどおんでぃすく（脚本）

### Webアニメ
2021年
- 範馬刃牙（シリーズ構成）

### 小説
- ARIA 四季の風の贈り物（2008年）
- Re:ステージ!（2015年-2018年）team yoree.（冨田頼子、加茂靖子、浦畑達彦）として、シリーズ構成&ストーリーを担当

### 漫画原作
- Z/X Code reunion（原作：ブロッコリー 作画：藤真拓哉、2017年-2020年　全3巻）